# Полоцці
Жозе Фернандо Полоцці (порт. José Fernando Polozzi, нар. 1 жовтня 1955) — бразильський футболіст, що грав на позиції захисника. По завершенні ігрової кар'єри — тренер.

## Кар'єра футболіста
Народився 1 жовтня 1955 року. В юні роки Полоцці пішов на перегляд до клубу «Понте-Прета», в якому грав за команди кількох вікових груп. Потім він грав за молодіжку «Гуарані», а потім знову за «Понте-Прету», де він зміг завоювати місце в основі команди, отримай шанс після травм основних захисників клубу. У складі молодіжної «Понте-Прети» він дійшов до фіналу Кубка Сан-Паулу, але у фінальному матчі участі не брав через вилучення.
З 1974 року Полоцці виступав за першу команду «Понте-Прети», де склав дует центральних захисників клубу з Оскаром. У 1977 році Полоцці посів з клубом 2-е місце в чемпіонаті штату Сан-Паулу і отримав «Срібний м'яч», ставши найкращим центральним захисником чемпіонату. Внаслідок цього він був викликаний до складу збірної Бразилії, що поїхала на чемпіонат світу 1978 року в Аргентині, але там Полоцці на поле не виходив: у збірній він був тільки резервістом Амарала. Після чемпіонату світу Полоцці опинився на лавці запасних і у 1979 році вирішив покинути клуб і перейшов в «Палмейрас», який заплатив за трансфер 5 млн крузейро.
У складі «Палмейраса» Полоцці виступав 3 сезони, але в ті роки найвищим досягненням команди стало 2-е місце в чемпіонаті штату. І вже в другому сезоні в команді Полоцці осів у запасі через травму коліна і хвороби нирок, після якої він довго лікувався. Потім він грав за клуби «Ботафогу Сан-Паулу», «Бангу», знову «Палмейрас», у складі якого Полоцці в цілому провів 127 матчів і забив 8 голів. 
Згодом з 1986 по 1992 рік грав у складі команд «Операріо», вигравши з клубом чемпіонат штату Мату-Гроссу-ду-Сул, «Серрано», «Бандейранте», «Аракатуба», «Ліненсе» та «Імперіо Толедо».
Завершив ігрову кар'єру у команді «Греміо Тірадентес», за яку виступав протягом 1992 року.

## Кар'єра тренера
Розпочав тренерську кар'єру невдовзі по завершенні кар'єри гравця, 1993 року, очоливши тренерський штаб клубу «Бандейранте».
Після цього він працював з безліччю команд, найбільшими успіхами його стали вихід з дивізіону А3 в дивізіон А2 чемпіонату штату Сан-Паулу з клубом «Гуаратінгета» і вихід команди «Рівер» (Терезіна) в серію С чемпіонату Бразилії.
Останнім місцем тренерської роботи був клуб «Франкана», головним тренером команди якого Полоцці був протягом 2013 року.

## Титули і досягнення

### Командні
- Переможець Ліги Мату-Гросенсе (1):

«Операріо»: 1986
- Бронзовий призер чемпіонату світу: 1978

### Особисті
- Володар Срібного м'яча Бразилії: 1977